# Mühlacker
Mühlacker är en stad i Enzkreis i regionen Nordschwarzwald i Regierungsbezirk Karlsruhe i förbundslandet Baden-Württemberg i Tyskland.
Staden ingår i kommunalförbundet Mühlacker tillsammans med kommunen Ötisheim.